# Berezeni, Vaslui
Berezeni este satul de reședință al comunei cu același nume din județul Vaslui, Moldova, România.

## Personalități
- Emilian Nică (n. 1972), cleric român ortodox

## Obiective turistice
- Parcul dendrologic Berezeni.